# Araotes perrhaebis
Araotes perrhaebis är en fjärilsart som beskrevs av Semper 1890. Araotes perrhaebis ingår i släktet Araotes och familjen juvelvingar. Inga underarter finns listade i Catalogue of Life.